# Natação no Campeonato Mundial de Esportes Aquáticos de 2019 - 400 m livre feminino
A prova dos 400 metros livre feminino da natação no Campeonato Mundial de Esportes Aquáticos de 2019 ocorreu no dia 21 de julho, em Gwangju, na Coreia do Sul. 

## Recordes
Antes desta competição, os recordes mundiais e do campeonato nesta prova eram os seguintes:
| Tipo                  | Atleta        | Tempo   | Local          | Data                |
| --------------------- | ------------- | ------- | -------------- | ------------------- |
|                       | Katie Ledecky | 3:56.46 | Rio de Janeiro | 7 de agosto de 2016 |
| Recorde do campeonato | Katie Ledecky | 3:58.34 | Budapeste      | 23 de julho de 2017 |

## Medalhistas
| Ouro                 | Prata               | Bronze           |
| Ariarne Titmus (AUS) | Katie Ledecky (USA) | Leah Smith (USA) |

## Cronograma
Todos os horários são locais (UTC+9). 
| Data        | Hora  | Evento        |
| ----------- | ----- | ------------- |
| 21 de julho | 11:22 | Eliminatórias |
| 21 de julho | 20:33 | Final         |

## Resultados

### Eliminatórias
Esses foram os resultados das eliminatórias. Foram realizadas no dia 21 de julho com início às 11:22. 
| Pos. | Bateria | Raia | Nadadora             | Nacionalidade            | Tempo   | Notas            |
| ---- | ------- | ---- | -------------------- | ------------------------ | ------- | ---------------- |
| 1    | 5       | 4    | Katie Ledecky        | Estados Unidos           | 4:01.84 | Q                |
| 2    | 4       | 4    | Ariarne Titmus       | Austrália                | 4:02.42 | Q                |
| 3    | 4       | 3    | Ajna Késely          | Hungria                  | 4:03.51 | Q                |
| 4    | 4       | 5    | Wang Jianjiahe       | China                    | 4:03.97 | Q                |
| 5    | 5       | 5    | Leah Smith           | Estados Unidos           | 4:04.53 | Q                |
| 6    | 4       | 2    | Veronika Andrusenko  | Rússia                   | 4:06.28 | Q                |
| 7    | 5       | 2    | Boglárka Kapás       | Hungria                  | 4:07.05 | Q                |
| 8    | 5       | 7    | Anna Egorova         | Rússia                   | 4:07.10 | Q                |
| 9    | 5       | 3    | Li Bingjie           | China                    | 4:07.88 |                  |
| 10   | 5       | 6    | Holly Hibbott        | Reino Unido              | 4:07.92 |                  |
| 11   | 4       | 6    | Kiah Melverton       | Austrália                | 4:09.56 |                  |
| 12   | 4       | 8    | Emma O'Croinin       | Canadá                   | 4:09.68 |                  |
| 13   | 3       | 4    | Barbora Seemanová    | Chéquia                  | 4:09.73 | Recorde nacional |
| 14   | 3       | 3    | Marlene Kahler       | Áustria                  | 4:10.49 |                  |
| 15   | 4       | 7    | Mireia Belmonte      | Espanha                  | 4:10.82 |                  |
| 16   | 5       | 8    | Joanna Evans         | Bahamas                  | 4:11.06 |                  |
| 17   | 5       | 0    | Erika Fairweather    | Nova Zelândia            | 4:12.30 |                  |
| 18   | 5       | 9    | Valentine Dumont     | Bélgica                  | 4:12.92 |                  |
| 19   | 3       | 6    | Nguyễn Thị Ánh Viên  | Vietname                 | 4:13.35 |                  |
| 20   | 5       | 1    | Chihiro Igarashi     | Japão                    | 4:13.81 |                  |
| 21   | 4       | 0    | Julia Hassler        | Liechtenstein            | 4:13.91 |                  |
| 22   | 2       | 4    | Monique Olivier      | Luxemburgo               | 4:14.29 | Recorde nacional |
| 23   | 3       | 7    | Duné Coetzee         | África do Sul            | 4:14.39 |                  |
| 24   | 4       | 1    | Mackenzie Padington  | Canadá                   | 4:16.06 |                  |
| 25   | 2       | 6    | Laura Lahtinen       | Finlândia                | 4:16.43 | Recorde nacional |
| 26   | 3       | 5    | Katja Fain           | Eslovênia                | 4:17.57 |                  |
| 27   | 4       | 9    | Diana Durães         | Portugal                 | 4:17.87 |                  |
| 28   | 3       | 0    | Gan Ching Hwee       | Singapura                | 4:17.89 |                  |
| 29   | 3       | 1    | Elisbet Gámez        | Cuba                     | 4:18.19 |                  |
| 30   | 2       | 5    | Natthanan Junkrajang | Tailândia                | 4:19.00 |                  |
| 31   | 3       | 8    | Nicole Oliva         | Filipinas                | 4:20.03 |                  |
| 32   | 3       | 2    | Ryu Ji-won           | Coreia do Sul            | 4:21.70 |                  |
| 33   | 2       | 3    | María Álvarez        | Colômbia                 | 4:22.46 |                  |
| 34   | 2       | 2    | Sara Pastrana        | Honduras                 | 4:27.65 |                  |
| 35   | 2       | 1    | Amanda Alfaro        | Costa Rica               | 4:29.91 |                  |
| 36   | 1       | 3    | Talita Te Flan       | Costa do Marfim          | 4:34.04 |                  |
| 37   | 2       | 7    | Daila Ismatul        | Guatemala                | 4:34.75 |                  |
| 38   | 3       | 9    | Diana Zlobina        | Cazaquistão              | 4:35.38 |                  |
| 39   | 2       | 9    | Tiana Rabarijaona    | Madagáscar               | 4:36.73 |                  |
| 40   | 2       | 0    | Danielle Treasure    | Barbados                 | 4:37.22 |                  |
| 41   | 2       | 8    | Raya Embury-Brown    | Ilhas Caimã              | 4:38.17 |                  |
| 42   | 1       | 4    | Natalia Kuipers      | Ilhas Virgens Americanas | 4:41.69 |                  |
| 43   | 1       | 5    | Tinatin Kevlishvili  | Geórgia                  | 4:49.73 |                  |

### Final
A final foi realizada em 21 de julho às 20:33. 
| Pos.              | Raia | Nadadora            | Nacionalidade  | Tempo   | Notas              |
| ----------------- | ---- | ------------------- | -------------- | ------- | ------------------ |
| Medalha de ouro   | 5    | Ariarne Titmus      | Austrália      | 3:58.76 | Recorde da Oceania |
| Medalha de prata  | 4    | Katie Ledecky       | Estados Unidos | 3:59.97 |                    |
| Medalha de bronze | 2    | Leah Smith          | Estados Unidos | 4:01.29 |                    |
| 4                 | 3    | Ajna Késely         | Hungria        | 4:01.31 | Recorde nacional   |
| 5                 | 6    | Wang Jianjiahe      | China          | 4:03.67 |                    |
| 6                 | 1    | Boglárka Kapás      | Hungria        | 4:05.36 |                    |
| 7                 | 8    | Anna Egorova        | Rússia         | 4:06.16 |                    |
| 8                 | 7    | Veronika Andrusenko | Rússia         | 4:08.60 |                    |

Legenda
| Recorde mundial       | Recorde mundial (World record)               |                       | Recorde africano                      | Recorde africano (African) |                                           | Q | Classificado por posição (Qualified) |
| Recorde do campeonato | Recorde do campeonato (Championship record)  | Recorde da América    | Recorde da América (Americas)         | q                          | Classificado por melhor tempo (Qualified) |   |                                      |
| Melhor marca do ano   | Melhor marca do ano (World leading)          | Recorde asiático      | Recorde asiático (Asian)              | DNS                        | Não largou (Did not start)                |   |                                      |
| Recorde nacional      | Recorde nacional (National record)           | Recorde europeu       | Recorde europeu (European)            | DNF                        | Não terminou (Did not finish)             |   |                                      |
| Recorde pessoal       | Recorde pessoal do atleta (Personal best)    | Recorde da Oceania    | Recorde da Oceania (Oceania)          | DSQ / DQ                   | Desclassificado (Disqualified)            |   |                                      |
| Recorde da temporada  | Recorde da temporada do atleta (Season best) | Recorde sul-americano | Recorde sul-americano (South America) | NM                         | Sem marca (No mark)                       |   |                                      |